# Sister Hazel
Sister Hazel är en amerikansk rockgrupp, från Gainesville, Florida, med influenser från alternativ rock, folkrock och southern rock.

## Bandmedlemmar
Ordinarie medlemmar
- Ken Block – sång, akustisk gitarr (1993– )
- Jett Beres – basgitarr, bakgrundssång (1993– )
- Andrew Copeland – kompgitarr, sång (1993– )
- Ryan Newell – sologitarr, slidegitarr, bakgrundssång (1993– )
- Mark Trojanowski – trummor (1993– )

Turnerande medlem
- Dave LaGrande – keyboard, saxofon (2012– )

## Diskografi
Studioalbum
- 1994 – Sister Hazel
- 1997 – ...Somewhere More Familiar
- 2000 – Fortress
- 2003 – Chasing Daylight
- 2004 – Lift
- 2006 – Absolutely
- 2007 – Santa's Playlist
- 2009 – Release
- 2010 – Heartland Highway

Livealbum
- 2003 – Live ◊ LIVE
- 2003 – Before the Amplifiers: Live Acoustic

EP
- 2003 – Chasing Daylight - Acoustic EP
- 2010 – Threeve

Singlar
- 1997 – "All For You"
- 1997 – "Concede"
- 1998 – "Happy"
- 2000 – "Change Your Mind"
- 2001 – "Champagne High"
- 2001 – "Beautiful Thing"
- 2002 – "Your Mistake"
- 2003 – "Life Got In the Way"
- 2004 – "Just What I Needed"
- 2004 – "World Inside My Head"
- 2007 – "Mandolin Moon" (med Shawn Mullins)

Samlingsalbum
- 2007 – BAM! Volume 1
- 2010 – 20 in '10 Collection
- 2011 – 11411 Sampler